# Prostituzione transessuale
Il termine prostituzione transessuale indica l'esercizio della prostituzione da parte di persone transessuali sia prima (situazione più frequente) che dopo la riattribuzione chirurgica del sesso.

## Clienti
È interessante notare come ad usufruire delle prestazioni di transessuali MtF siano per lo più uomini che si definiscono eterosessuali: ciò stimola ad una riflessione approfondita circa la definizione e la descrizione dell'orientamento sessuale.
Un'interpretazione del fenomeno vede, nei fruitori della prostituzione transessuale, degli individui subordinati alle donne o addirittura impotenti nel rapporto sessuale con loro, i quali perciò desidererebbero che i ruoli sessuali fossero invertiti, fino al punto di desiderare che le donne avessero il pene e gli uomini la vagina; provando tuttavia repulsione nei confronti dei caratteri sessuali secondari maschili (il viso, la barba e la peluria), costoro propenderebbero per un corpo dai tratti fisici quanto più femminili possibile seppur comprensivo di pene.
Non è d'altro canto un caso che statisticamente molti clienti, come riporta il Sabatini, richiedano alle transessuali che si prostituiscono di usare il loro membro su di essi in modo, appunto, virile e attivo, cioè da uomini. La figura più ambita a tal proposito è efficacemente individuata dalla terminologia anglofona come "She-Male", la donna col pene, individuo dai tratti, dalle movenze, dall'anatomia femminile, ad esclusione dei genitali.